# Історія Карибського регіону

Історія держав Карибського регіону з 1700 року до кінця XX століття

Історія Карибського регіону, як островів Вест-Індії, так і узбережжя Центральної та Південної Америки, найбільш імовірно встановлена починаючи з епохи колонізації Америки європейськими державами. Історія попередніх періодів вивчається археологічними та генетичними методами.

## До іспанської колонізації
В історії доколумбового заселення островів Карибського моря виділяють три групи народів. Народи першої групи (палеоіндіанці) прийшли на острови в 5000-2000 роках до н. е. з Центральної чи Південної Америки. Наступна група, яка мігрувала в 1000—500 роках до н. е. з Південної Америки на Великі Антильські острови і острів Тринідад, створила месоіндіанську або сібонейську культуру. Третьою групою народів, які з'явилися в регіоні, були таїно, що прийшли в 300 році до н. е. з Південної Америки на острів Тринідад і звідти заселили Малі та Великі Антильські острови, а потім кариби, що мігрували після 1000 року н. е. з району дельти Оріноко та витіснили аравакомовних індіанців з Тринідаду і Малих Антильських островів.
На північно-західному березі Карибського моря, на півострові Юкатан процвітала цивілізація мая.

## Колонізація

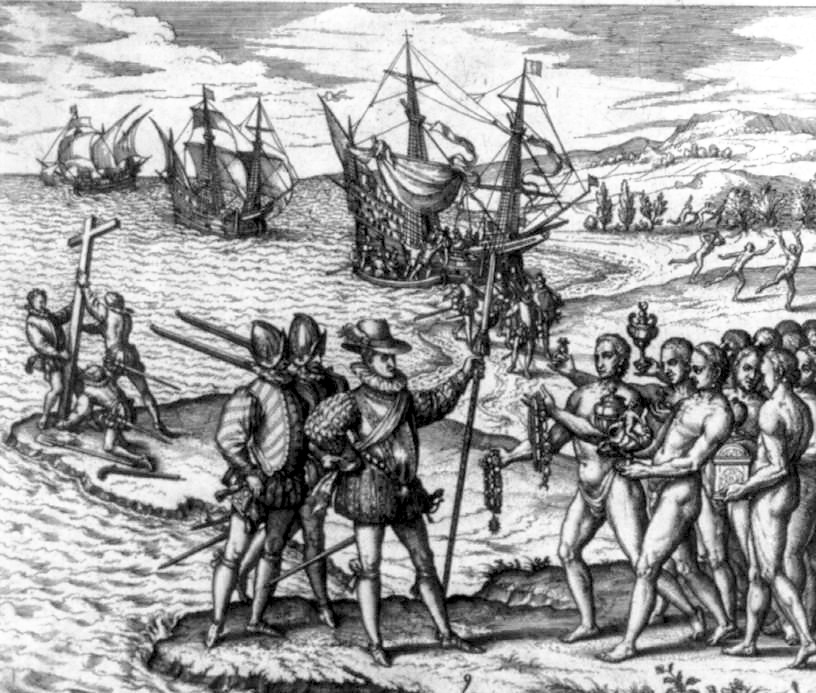
Висадка експедиції Христофора Колумба на Еспаньйолі в 1492 році

Назва Карибського моря походить від Карибів — групи індіанських народів, які проживали на Антильських островах у період їх відкриття європейцями у XV столітті. Спочатку іспанські завойовники спотворили назву цих племен і стали називати їх «канібалами». Нові землі, які були названі Вест-Індія, також часто іменувалися іспанцями Антильським морем, тому в деяких європейських мовах також використовується ця назва.
Коли іспанці прибули на Антильські острови, вони були заселені індіанцями таїно, які приблизно в I столітті до н. е. мігрували туди з Південної Америки. У 1492 році перша експедиція Христофора Колумба висадилася на Багамах, маючи переконання, що вони відкрили новий шлях до Азії. На острові, який отримав назву Еспаньйола (нині Гаїті), засновано перше іспанське поселення, що стало початком столітнього панування Іспанії в регіоні. З 1506 по 1511 роки за участі Ернана Кортеса і Дієго Веласкеса де Куельяра острови Еспаньйола і Куба були завойовані, а місцеве населення перетворено на рабів. У 1517 році Франсиско Ернандес де Кордова відкрив півострів Юкатан, де іспанці вперше зустрілися з розвиненою цивілізацією мая. Наступні експедиції Хуана де Гріхальва (1518) і Ернана Кортеса (1519) стали початком завоювання і колонізації Мексики.
Інші європейські імперії також стали розширюватися на захід, спрямовуючи кораблі до Нового Світу. Перші англійські колонії з'явилися на Бермудських Островах (1612), островах Сент-Кіттс (1623) і Барбадос (1627), а потім використані для колонізації інших островів. Французька Вест-Індія також почалася з острова Сент-Кіттс (1624), потім засновані поселення на островах Гваделупа і Мартиніка (1635). Велика Британія і Франція також успішно відвойовували острови в Іспанської імперії, що слабшала, — у 1655 році під контролем англійців опинилася Ямайка, а в 1697 році французи захопили західну частину Еспаньйоли. У XVII столітті на островах Кюрасао, Сен-Мартен, Аруба та низці інших з'явилися голландські колонії, які пізніше увійшли до складу Нідерландських Антильських островів. Данські володіння в регіоні з'явилися в 1672 році на островах Сент-Джон і Сент-Томас.
Європейські держави активно завозили африканських рабів і вивозили продукцію сільського господарства (тютюн, цукор, барвники та інше) та ресурси (золото і срібло), використовуючи для цього навіть спеціальні флотилії. Регіон Карибського моря перетворився на майданчик торгівлі новими для Європи товарами, що спричинило розвиток піратства.

## Піратство
Піратство в Карибському морі зародилося у XVI столітті, основними прихистками для буканьєрів, які швидко перетворились на корсарів або й піратів   стали острів Тортуга біля узбережжя Іспаньйоли (сучасний Гаїті) і місто Порт-Рояль на острові Ямайка. Одним із перших корсарів на службі її величності був Френсіс Дрейк, найбільш відомий захопленням іспанського Срібного каравану у порту Номбре-де-Діос у 1572 році. Його справу продовжив Генрі Морган, який здійснив у 1671 році відомий напад на Панаму з іншого боку Панамського перешийка і опісля був призначений віце-губернатором англійської Ямайки з її піратським осередком у Порт-Роялі.
Розквіт піратства припав на 1700—1730 роки — цей час називають Золотою добою піратства. У цей період прославилися Чорна Борода і Стід Боннет, що діяли в Карибському морі в 1716—1718 роках, а також Чарлз Вейн, чия кар'єра тривала з 1716 по 1719 роки. Уславлений Чорний Барт, а також Джек Рекгем і його подруги Енн Бонні й Мері Рід орудували в Вест-Індії до 1720 року. Важливим джерелом відомостей про біографію цих та інших піратів є книга Чарльза Джонсона «Загальна історія грабежів і вбивств, учинених найзнаменитішими піратами», яка вийшла в 1724 році.
Серед пізніх піратів вирізняється Роберто Кофресі, який орудував у Карибському регіоні в 1818—1825 роках.

## Постколоніальний період

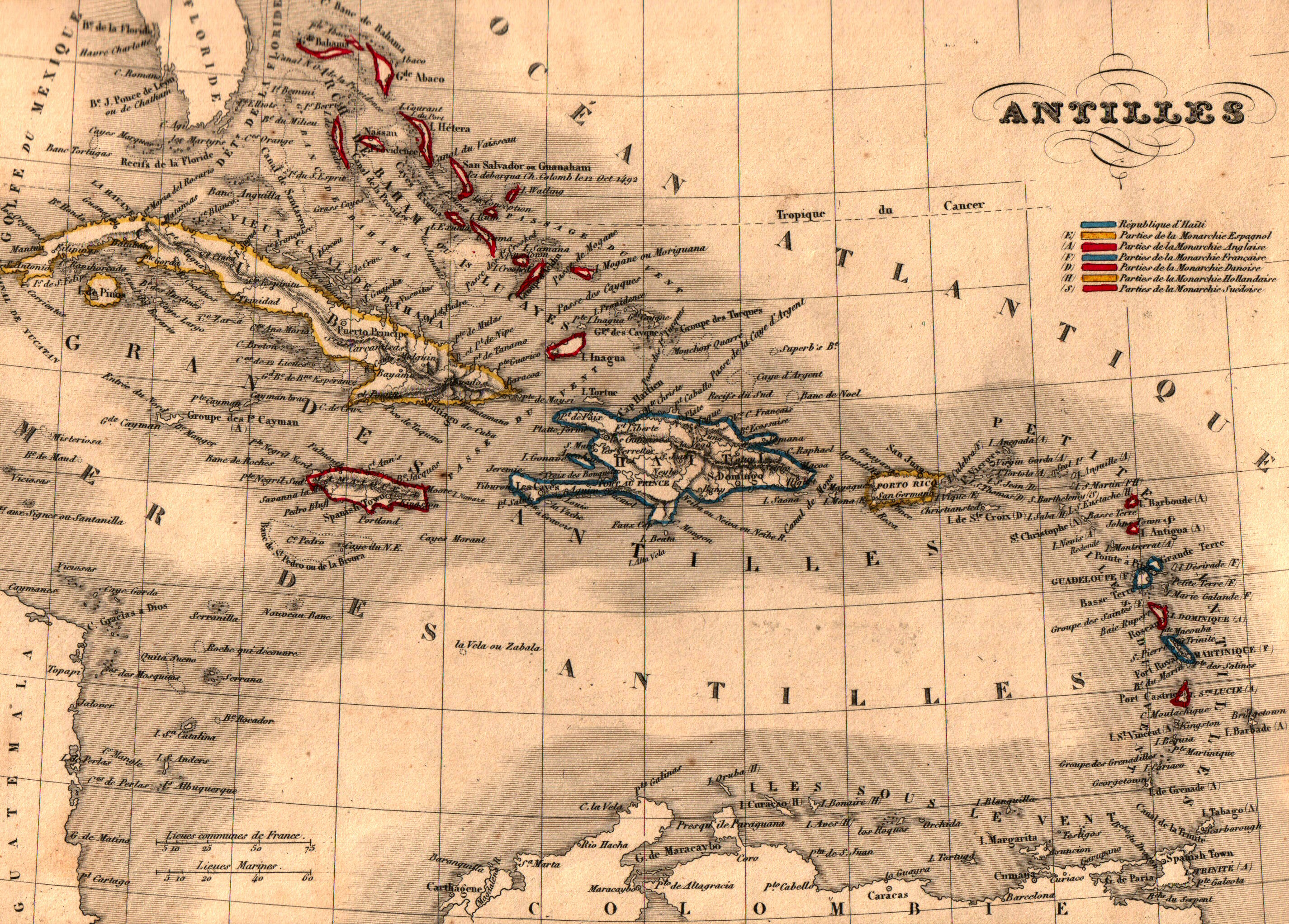
Французька карта Антильського моря й островів, 1843 рік

З XIX століття починається вихід колоніальних країн з імперій. Внаслідок повстання рабів французька колонія Сан-Домінго першою отримала незалежність у 1804 році. Частина, що залишилася Еспаньйолі, завойована гаїтянцями в 1821 році, але в 1844 році на цій території сформувалася Домініканська Республіка. Після серії воєн Куба при втручанні США отримала незалежність від Іспанії в 1898 році, а острів Пуерто-Рико перейшов до Сполучених Штатів Америки, котрі почали відігравати лідерську роль у регіоні. У 1903 році за участі США, після відділення Панами від Колумбії, побудовано Панамський канал, який зв'язав Карибське море з Тихим океаном. Його відкриття відбулося 15 серпня 1914 року. Канал перебував під управлінням США до 31 грудня 1999 року. У 1917 році Данія продала свої володіння США, і вони отримали назву Американські Віргінські острови. У період з 1958 по 1962 роки більшу частину контрольованих Великою Британією земель виділено в Федерацію Вест-Індії, яка потім розпалася на окремі держави.
12 грудня 2001 року глави держав і урядів країн-членів Асоціації карибських держав, які зібралися на острові Маргарита (Венесуела), ухвалили «Маргаритську декларацію», яка визнає Карибське море спільною спадщиною і безцінним активом, а також визначає напрямок співпраці країн у питаннях торгівлі, туризму, транспорту та стихійних лих. 29 липня 2005 на зустрічі в Панамі члени асоціації підтвердили свої наміри.